# 上之國站

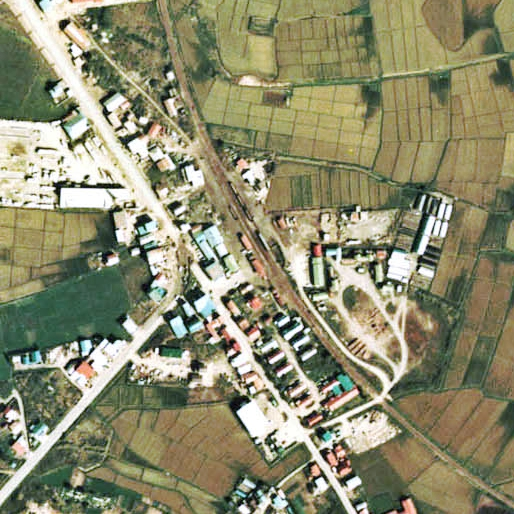
1976年的上之國站與方圓約500米範圍。上方是江差方向。當時設有1面1線的島狀單式月台。車站大樓與月台之間設有貨物起卸線，圖中可看見一架無蓋車停泊中。車站後方設有1線貨物線。在江差一方設有高地台的貨物月台，圖中可看見該處設有3架無蓋車停泊中。該月台設有無蓋車專用的斜道。車站大樓與乘客月台之間設有站內平交道連接。而高地台月台處沒有任何通道連接客運設施。

上之國站（日语：／ Kaminokuni eki */?）是位於北海道檜山郡上之國町字大留，北海道旅客鐵道的江差線車站（廢站）。隨著江差線木古內站至江差站廢除，車站在2014年（平成26年）5月12日廢除。曾經急行「江差」停靠此站。

## 概要
此站是上之國町的中心車站。在國鐵末期前設有職員當值，後來變成簡易委託車站。在廢除前為由江差站管理的無人車站。
在1988年（昭和63年）2月1日JR松前線廢除後，此站成為北海道最西車站，後來此站廢除後，最西車站變成了鷲之巢站。在2016年（平成28年）3月26日，鷲之巢站降級為鷲之巢信號場後，最西車站變成八雲站。

## 歷史
- 1936年（昭和11年）11月10日：國有鐵道（鐵道省）江差線湯之岱站至江差站之間開通，此站啟用。當時為一般車站[2]。
- 1943年（昭和18年）3月1日：在戰時下，為了運送重要物資，開設了國營自動車上之國營業所。從石崎中外礦業（日语：中外鉱業）上國礦業所和今井石崎礦山使用貨車運送錳礦石至此站的起卸場，全長25公里[3][4]。
- 1949年（昭和24年）6月1日：隨著實施日本國有鐵道法，日本國有鐵道（國鐵）繼承此站。國營自動車改名為國鐵自動車。
- 1960年（昭和35年）10月1日：準急「江差」開始運行[1]。
- 1965年（昭和40年）4月1日：隨著貿易自由化，國內錳礦石需求減少。國鐵自動車上之國營業所的運搬業務廢除，營業所廢除[注 1]。
- 1977年（昭和52年）11月19日：成為業務委託車站[1]。
- 1980年（昭和55年）10月1日：取消急行「江差」[1]。
- 1982年（昭和57年）11月15日：結束處理貨物[1]。
- 1985年（昭和60年）3月14日：結束處理行李[1]。
- 1986年（昭和61年）11月1日：成為無人車站（簡易委託化）[1]。
- 1987年（昭和62年）4月1日：伴隨國鐵分割民營化，車站由北海道旅客鐵道（JR北海道）營運。
- 1992年（平成4年）1月10日：車站大樓改裝，成為一座集商工會、觀光詢問處於一身的綜合車站大樓[1]。
- 1995年（平成7年）：廢除簡易委託，完全成為無人車站[1]。
- 2014年（平成26年）5月12日：江差線木古內站至江差站之間廢除，此站也廢除[5]。

## 車站構造
截至車站廢除前，此站是地面車站，設有1面1線的單式月台。車站大樓內設有商工會，為一座2層高的日本屋風建築物。車站後方設有石崎礦業所的貨物月台遺蹟。

## 使用狀況
| 乘車人次變化 | 乘車人次變化     |
| 年度         | 一日平均乘車人次 |
| ------------ | ---------------- |
| 2011         | 3                |
| 2012         | 2                |
| 2013         | 1                |

## 車站周邊
- 國道228號（日语：国道228号）
- 道之驛上之國文殊（日语：道の駅上ノ国もんじゅ）
- 花澤館蹟（國家指定史蹟） - 道南十二館之一。
- 洲崎館蹟（國家指定史蹟）
- 上之國勝山館蹟（國家指定史蹟）
- 夷王山神社 - 祭祀武田信廣（日语：武田信広）的地方。
- 上國寺本堂（重要文化財）
- 上之國八幡宮本殿（町指定文化財）
- 舊笹浪家住宅母屋、土倉（重要文化財）
- 觀音堂 - 設有圓空佛。
- 上之國町公所
- 江差警署（日语：江差警察署）上之國駐在所
- 上之國郵局
- 道南海街信用金庫（日语：道南うみ街信用金庫）上之國分店
- 新函館農業協同組合（日语：新函館農業協同組合）（JA新函館）上之國分店
- 上之國綜合福祉中心
- 北海道上之國高等學校（日语：北海道上ノ国高等学校）
- 上之國町立上之國小學
- 上之國町立上之國中學
- 中崎團地
- 上之國保育所
- 函館巴士（日语：函館バス）「上之國站前」（小砂子線）巴士站、「大留」（江差木古內線）巴士站

## 現況
在廢站後，舊車站大樓還在存，該處的商工會還存在。後來隨著位於大留地區預定興建新的綜合設施，商工會在2021年（令和3年）4月14日遷移事務所，舊車站大樓便被拆毀。新的綜合設施預定在2022年（令和4年）4月建成。

## 相鄰車站
北海道旅客鐵道（JR北海道）
江差線
中須田－上之國－江差

## 注腳

## 外部連結
- 5月關閉 JR北海道江差線 上之國站管理維護28年的內海生先 「最後一次」除雪和打掃（北海道新聞，2014年2月14日），存于（日語）